# Gasbuss

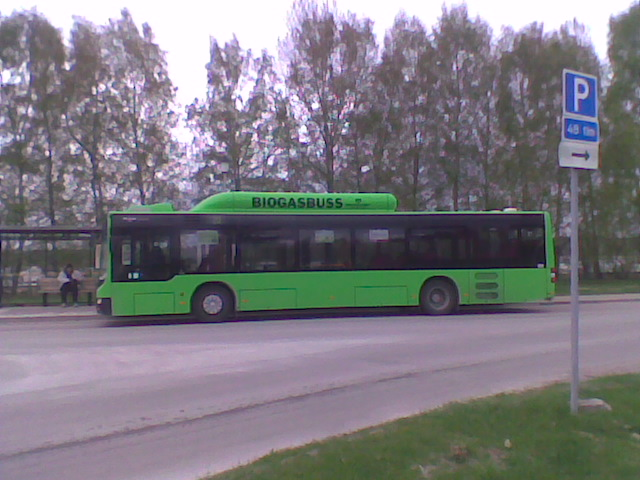
Biogasbuss i Uppsala. Notera gaskåpan (som innehåller gastankarna) på taket.

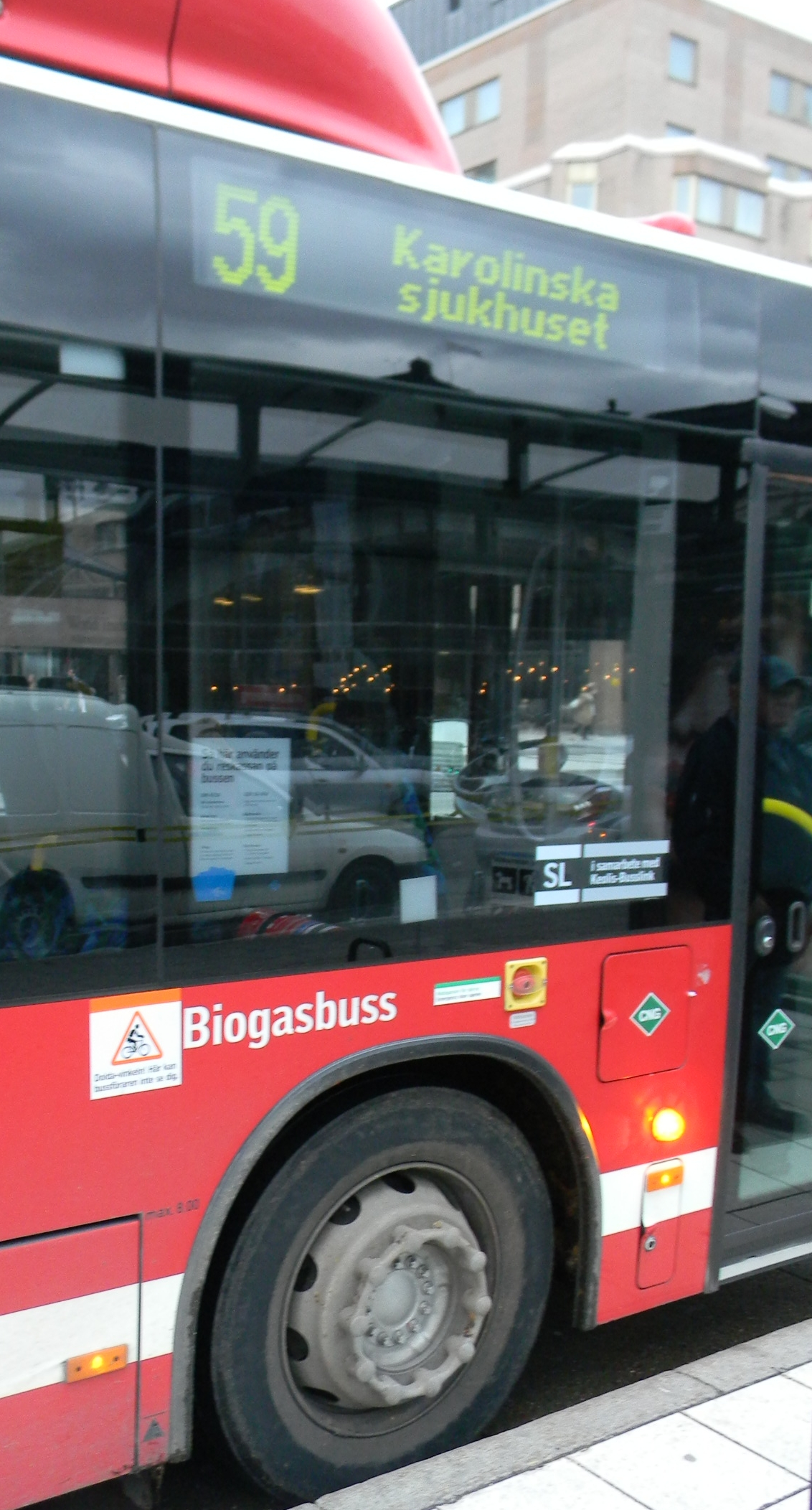
Biogasbuss i linjenätet för SL. Påfyllnadslucka för gas märkt "CNG".

En gasbuss är en buss som kan drivas med naturgas eller biogas, dvs metan. Biogas är ett biobränsle, vilket gör att klimatpåverkan minimeras. I Sverige används de huvudsakligen som stadsbussar och ibland även som landsortsbussar, och går på biogas framställd i städernas avloppsreningsverk, av rötat slaktavfall eller av rötad kompost. I gasbussarna används bensinmotorer som försetts med gastillsats och har liksom vanliga bensinmotorer tändstift. Dessa bussar ger även i jämförelse med dieselbussar fördelar som framförallt bättre avgasrening. De påverkas heller inte lika mycket av olika avgasnormer. Tankarna sitter i regel på taket, vanligtvis framtill eller något mot mitten, mer sällan baktill och täcks av en kåpa. Kåpan kan vara mer eller mindre synlig utifrån, då vissa bussar istället för att ha en hög gaskåpa (och därtill högre totalhöjd) istället kan ha ett lägre tak invändigt som inrymmer gastankarna och en mindre kåpa på taket som inte påverkar totalhöjden så mycket.
Gasbussar förekommer i till exempel: Boden, Borås, Eskilstuna, Falköping, Gävle, Göteborg, Helsingborg, Jönköping, Kalmar, Karlstad, Kristianstad, Linköping, Lund, Malmö, Norrköping, Skellefteå, Stockholm, Skövde, Uppsala, Visby, Västerås och Örebro. 
I Stockholm kommer biogasen från Henriksdals reningsverk och i Göteborg från Ryaverket.
I andra länder, exempelvis Tyskland, Österrike och Italien, satsas det mer på naturgas som alternativt fordonsbränsle.
Under senare delen av 2010-talet har biodiesel/RME/HVO-bussar, diesel/el-hybridbussar, och batteribussar börjat konkurrera ut gasbussen.
En busstillverkare som helt lagt ner sin tillverkning av gasbussar är Volvo, som från årsmodell 2015 istället enbart satsat på hybridbussar och batteribussar i deras utbud av miljöbussar.

## Externa länkar

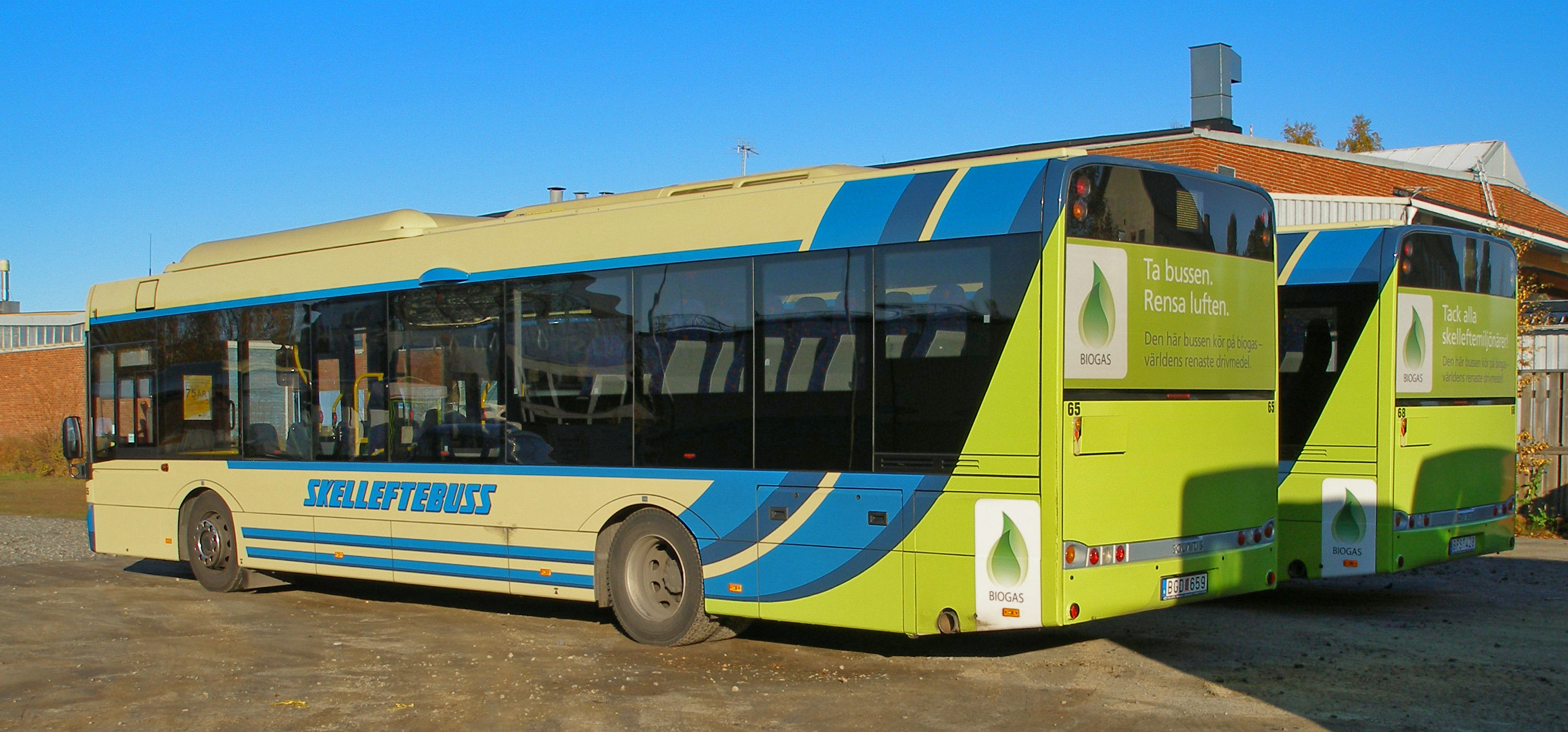
Biogasbussar i Skellefteå.